# 19293 Dedekind
19293 Dedekind (1996 OF) là một tiểu hành tinh vành đai chính được phát hiện ngày 18 tháng 7 năm 1996 bởi P. G. Comba ở Prescott.